# Metapenaeus macleayi
Metapenaeus macleayi är en kräftdjursart som först beskrevs av William Aitcheson Haswell 1879.  Metapenaeus macleayi ingår i släktet Metapenaeus och familjen Penaeidae. Inga underarter finns listade i Catalogue of Life.